# Glauco Velásquez
Glauco Velásquez (Nápoles, 22 de março de 1884 – Rio de Janeiro, 21 de junho de 1914) foi um compositor de curtíssima mas brilhante aparição no cenário musical brasileiro no início do século XX.

## Biografia

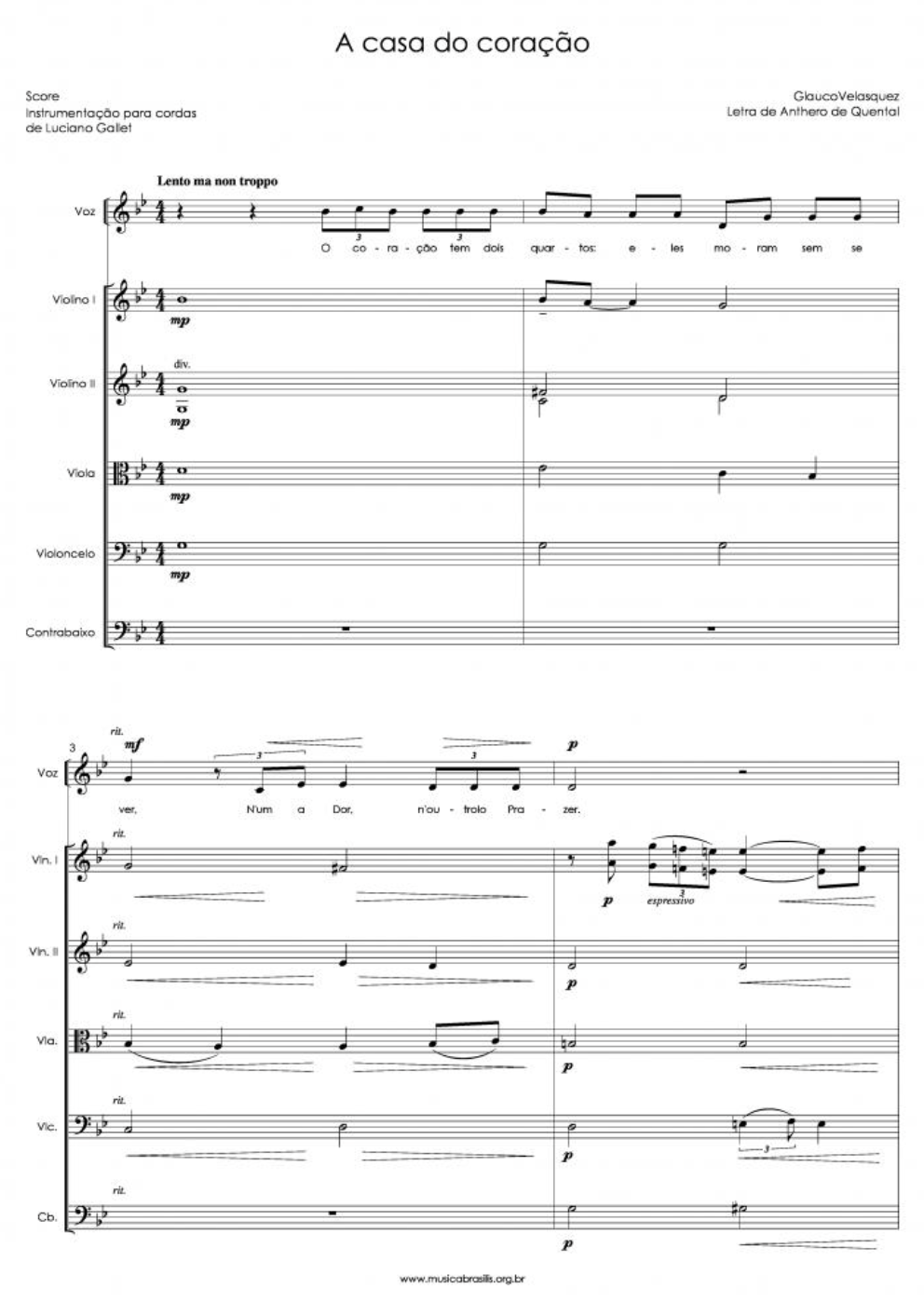
A casa do coração (Glauco Velásquez) - 1a página. Partitura completa disponível em Portal Musica Brasilis.

Era filho do barítono português Eduardo Medina Ribas e de Adelina Alambary, de importante família carioca. A gravidez inesperada da mãe obrigou o casal - que não era unido legalmente - a mudar-se para a Europa para dissimular o nascimento da criança e evitar um escândalo.
Na primeira infância, Velásquez foi confiado a uma família italiana, e desde cedo mostrou interesse pela música, cantando no coro de várias igrejas napolitanas. Trazido para o Brasil aos onze anos de idade, foi morar com sua mãe biológica, instalada em um refúgio na Ilha de Paquetá, embora sendo apresentado a todos como seu filho adotivo.
Tentou ingressar no Instituto Nacional de Música para aprender violino, mas sem sucesso. Começou a compor em 1902, e finalmente conseguiu ser matriculado no Instituto por interferência de Francisco Braga, amigo da família. Lá estudou harmonia com Frederico Nascimento, de tendência liberal e progressista, e suas obras deste período mostram um emprego de técnicas wagnerianas e outras derivadas da escola de César Franck.
Em 1911 estreou publicamente como compositor, mas nesta altura já se encontrava doente de tuberculose. Diversas personalidades musicais assinaram uma petição - infrutífera - ao Congresso para que fosse enviado à Europa para aperfeiçoar-se musicalmente e também para tentar uma cura.
Foi um dos mais avançados compositores brasileiros da sua geração, com uma obra de caráter revolucionário cuja linguagem, no final de sua curta carreira, se aproximava da de Satie e empregava recursos como a politonalidade e mesmo passagens atonais, e foi um dos que retornaram ao uso do contraponto, então bastante desprezado como arcaísmo, mas fazendo isso de forma moderna.
O mérito de seu trabalho foi reconhecido ainda em vida por Luciano Gallet, Francisco Braga, Xavier Leroux, Darius Milhaud e muitos outros músicos ligados às vanguardas, e o conjunto de sua obra tem sido objeto de um renovado interesse por parte de pesquisadores e executantes contemporâneos. Logo após sua morte foi constituída uma Sociedade Glauco Velásquez para promover a divulgação de seu legado. Ele é também Patrono da Cadeira n. 37 da Academia Brasileira de Música.
Na sua produção se destacam um Quarteto de cordas, a ópera inacabada Soeur Beatrice e o Trio nº 4, que foi completado por Milhaud. Compôs ainda diversas outras peças de câmara, gênero em que conseguiu seus melhores resultados. Na música vocal deixou uma série de canções de cunho fortemente lírico e romântico, explorando variadas atmosferas e muitas vezes chegando a tons pessimistas e mórbidos, mas são interessantes pela sua linguagem harmônica ousada e pela técnica declamatória altamente expressiva, das quais merecem lembrança A fada negra, Romance, Alma minha gentil, Na capela e Mal secreto.